# Radibus
Radibus (macedónul: Радибуш) település Észak-Macedóniában, a Északkeleti körzetben, Rankovce községben.

## Népesség
| Lakosok száma | 818  | 867  | 792  | 552  | 346  | 217  | 197  | 157  | 105  |
|               | 1948 | 1953 | 1961 | 1971 | 1981 | 1991 | 1994 | 2002 | 2021 |

- 2002-ben 157 lakosa volt, akik közül 156 macedón és 1 egyéb.